# Приймак Василь Ярославович
Васи́ль Яросла́вович Прийма́к (8 січня 1983 — 23 травня 2015) — український військовик, старший солдат Збройних сил України, учасник російсько-української війни.

## Життєвий шлях
Закінчив ЗОШ села Олієва, Зборівський технічний коледж, здобув фах електромонтера. 2001 року його призвали до армії, служив у львівській військовій частині, де й залишився на контрактній основі. Певний час проживав у селі Лопушани. 2008 року разом з частиною переведений до Жовкви. Під час служби отримав подяку, дві грамоти, відзначений медалями «15 років Збройним силам України» (2006) та «За 10 років сумлінної служби» (2011).
На фронт вирушив 25 січня 2015 року, солдат 66-го військового мобільного госпіталю, що був відкритий у Донецькій області.
Загинув 22 травня 2015 під Луганськом, за іншими даними — під Красноармійськом Донецької області — від кулі снайпера, коли з іншим вояком йшов на пост. Ще за іншими даними, 23 травня загинув у Покровську, за офіційними даними — застрелився у шпиталі Покровська.
Похований в селі Білокриниця.
27 травня 2015 року в Тернопільській області оголошено жалобу через загибель у бою із терористами під Луганськом сержанта Василя Приймака.
Без сина лишилися батьки Ярослав Іванович та мама Ольга Богданівна, без брата — дві сестри.

## Нагороди
- почесний громадянин Тернопільської області (26 серпня 2022, посмертно)[4];

## Вшанування
- У жовтні 2015 року в Білокриниці Василеві Приймаку відкрито меморіальну дошку
- восени 2015-го у Оліївській школі відкрито пам'ятну дошку Василеві Приймаку[5].